# Эбби-стрит
Эбби-стрит (англ. Abbey Street, ирл. Sráid na Mainistreach, буквально — «улица аббатства») — улица в северной части Дублина, которая проходит от здания Ирландской таможни и Стор-стрит на востоке до Чэпел-стрит на западе. На улице находятся две остановки легкорельсовой транспортной системы Luas, одна — возле торгового центра Джервис, другая — рядом с О’Коннелл-стрит.
На Эбби-стрит расположены крупнейшие театры Ирландии — Театр Аббатства и театр Пикок. В переулке, выходящем на Эббот-стрит, расположен монастырь святой  Марии.Ранее на улице располагалась редакция газеты Independent House (впоследствии перемещена на Тэлбот-стрит), а также здание Королевской академии искусств (разрушено в 1916 году).
В 1742 году здесь останавливался композитор Георг Фридрих Гендель, работавший в то время над ораторией Мессия. На Эбби-стрит расположено здание методистской церкви, где жил в молодости австралийский политик Уильям Мак-Миллан. В 1900 году ирландская революционерка Мод Гонн в доме № 32, Нижняя Эбби-стрит основала организацию Inghinidhe Na hÉireann («Дочери Ирландии»).

## Известные магазины и развлекательные заведения
- Универмаг Arnotts;
- Торговый центр Джервис[англ.] — с 2008 года является самым крупным торговым центром Дублина;
- Концертный зал «Академия»[англ.] с 2 зрительными залами, на 650 и 550 мест;
- Издательская группа Исон[англ.].